# Wien Air Alaska
Wien Air Alaska foi uma empresa formada pela Nothern Consolidated Airlines, e a Wien Alaska Airways, nos Estados Unidos da América.

## História
Noel Wien voou em uma aeronave biplana de cabine aberta, um Hisso Standard J1 de Anchorage , Alaska's "Park Strip" para Fairbanks , Alaska em 6 de julho de 1924 para a Alaska Aerial Transportation Company.:89–95
Em 1925, Wien comprou um monoplano Fokker F.III com uma cabine construída em 1921 em Amsterdã para a Fairbanks Airplane Company, e foi despachado para Seward, Alasca, de barco, depois despachado em pedaços pela Alaska Railroad para Fairbanks. Ralph Wien, irmão de Noel, veio com ele para trabalhar como mecânico. Eles montaram o Monoplano Fokker F.III em Fairbanks. Ainda assim, Noel e Ralph deixaram a empresa em novembro de 1925.:123–126

## Destinos
Em março de 1984, a Wien Air Alaska havia expandido seus voos regulares de passageiros para o oeste dos Estados Unidos, além de continuar a servir a muitos destinos no Alasca. Todas as cidades nos 48 estados inferiores eram servidas com jatos Boeing 727-200 e/ou Boeing 737-200 neste momento. Alguns destinos menores no Alasca foram servidos com aeronaves turboélice de passageiros.
- Albuquerque - Estados Unidos
- Anchorage - Estados Unidos
- Aniak - Estados Unidos
- Barrow - Estados Unidos
- Bethel - Estados Unidos
- Boise - Estados Unidos
- Cordava - Estados Unidos
- Denver - Estados Unidos
- Dillingham - Estados Unidos
- Fairbanks - Estados Unidos
- Galena - Estados Unidos
- Homer - Estados Unidos
- Kenai - Estados Unidos
- King Salmon - Estados Unidos
- Kodiak - Estados Unidos
- Kotzebue - Estados Unidos
- McGrath - Estados Unidos
- Nome - Estados Unidos
- Oakland - Estados Unidos
- Phoenix - Estados Unidos
- Portland - Estados Unidos
- Prudhoe Bay - Estados Unidos
- Reno - Estados Unidos
- St. Mary's - Estados Unidos
- Salt Lake City - Estados Unidos
- Seattle - Estados Unidos
- Unalakleet - Estados Unidos
- Valdez - Estados Unidos

A Wien Air Alaska serviu anteriormente Juneau (JNU) e Ketchikan (KTN) no Alasca, bem como Whitehorse (YXY) no território de Yukon do Canadá com aeronaves Boeing 737-200.

## Frota

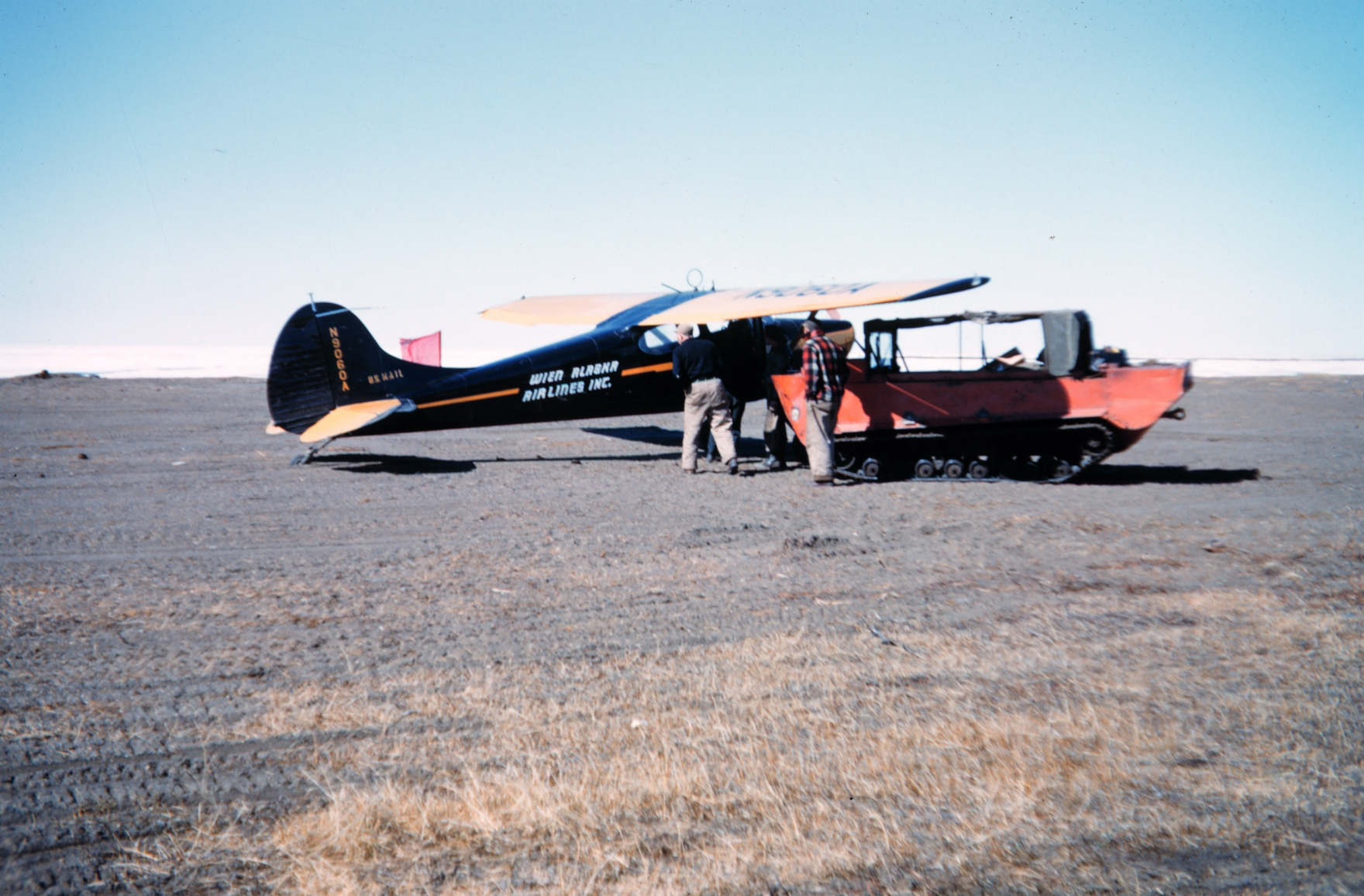
Um Cessna 170 da Wien Air Alaska no verão de 1951

A frota da Wien Air Alaska consistiu nas seguintes aeronaves:
| Aeronaves      | Total | Notas |
| -------------- | ----- | ----- |
| Boeing 737-200 | 22    |       |
| Douglas DC-8   | 2     |       |

## Acidentes
- 2 de dezembro de 1968: um Fairchild F-27B prefixo N4905, operando o Voo Wien Consolidated Airlines 55, caiu no Lago de Spotsy. Todos os 39 ocupantes a bordo, entre passageiros e tripulantes, morreram.[4]
- 30 de agosto de 1975: um Fairchild F-27B prefixo N4904, operando o Voo Wien Air Alaska 99, caiu na aproximação para Gambell, Alasca. Dos 32 ocupantes a bordo, entre passageiros e tripulantes, 10 morreram.[5][6]